# NGC 4402
NGC 4402 (również PGC 40644 lub UGC 7528) – galaktyka spiralna (Sb), znajdująca się w gwiazdozbiorze Panny w odległości około 55 milionów lat świetlnych. Została odkryta 5 marca 1862 roku przez Arthura Auwersa. Galaktyka ta należy do gromady w Pannie.
Galaktyka NGC 4402 jest narażona na oznaki oddziaływania ciśnienia spiętrzenia. Jest to widoczne poprzez wklęśnięty kształt dysku gazu i pyłu będący skutkiem oddziaływania rozgrzanego gazu. Światło emitowane przez dysk galaktyczny oświetla wirujący gaz odrywany przez ośrodek międzygalaktyczny z galaktyki.
W galaktyce NGC 4402 zaobserwowano jedną supernową – SN 1976B.